# フッケンヒバ
フッケンヒバ（福建柏、学名: Chamaecyparis hodginsii）は、裸子植物マツ綱のヒノキ科ヒノキ属に分類される常緑高木になる針葉樹の1種である。林業分野ではラオスヒノキともよばれる。ふつう独自の属（フッケンヒバ属 Fokienia）に分類され Fokienia hodginsii の学名が充てられていたが、分子系統学的研究からヒノキ属に含まれることが示唆され、ヒノキ属に分類することが提唱されている。材には芳香があり、葉は鱗片状、平面的に分枝する小枝を覆う。"花期"は春、球果は翌年の秋に熟す。中国南部からラオス、ベトナムに分布する。材は建築などに、精油は化粧品や医薬品に利用される。

## 特徴
常緑高木になる針葉樹であり、幹は直立し、大きなものは高さ25–35メートル (m)、幹の胸高直径 2 m になる（図1, 2a, b）。樹冠は円錐形（図1, 2a, b）。樹皮は灰褐色から紫褐色、平滑または不規則に縦に割れ、芳香がある（下図2c）。小枝は平面的に分枝し、十字対生する葉で覆われる（下記参照）。
葉は鱗片状、十字対生して扁平に枝を覆うが、成木では節が短縮して葉がほとんど4輪生する。成木では、葉はアスナロに似た鱗片状で長さ2–7ミリメートル (mm)、鈍頭、側葉は卵形で背軸側に白色の気孔帯があり、背腹の葉は倒披針形で先端は三角形（下図3）。幼木の葉は大きく、長さ約 8 mm、トゲ状、向軸面が青緑色。
雌雄同株、"花期"は3–4月。雄球花は黄緑色、楕円形、長さ 4-5 mm、5–6対の小胞子葉からなり、各小胞子葉には3個の花粉嚢が付随する。雌球花も小枝先端に単生し、十字対生する5–8対の果鱗からなり、各果鱗には2個の胚珠が付随する。球果は2年目の10–11月に熟し、木質、亜球形、1.5-2.5 × 1.2-2.2 cm、果鱗先端は盾状で中央に突起がある。種子は長さ 4–5 mm、3–4隆条があり、両面に樹脂塊が存在、翼は不等であり、大きな翼は約 5 mm、小さな翼は 1.5 mm 以下。
精油成分として、幹や根はネロリドール、ムウロロール、α-カジノールを、葉はα-ピネン、リモネン、球果は、α-ピネン、ミルセンを多く含む。

## 分布
中国南部（福建省、広東省、広西チワン族自治区、貴州省、湖南省、江西省、四川省、雲南省、浙江省）からラオス、ベトナムの亜熱帯域に分布する。タイプ産地は雲南省のベトナム国境近く。降水量が多い標高 100–1,800メートルの山地に生育し、沢沿いや林縁などに見られる。耐陰性は低い。Dacrydium elatum（マキ科）や Pinus dalatensis（マツ科）、モクレン科、クスノキ科、ブナ科の樹木と混生する。

## 人間との関わり
材は軽く上質、木目は通直、芳香がある。建築、家具、工芸品などに利用され、古くは棺に使われた。また、高火力の木炭原料とされる。根の材から抽出される精油は、化粧品や医薬品に利用される。

## 分類
21世紀初頭までフッケンヒバは独自の属（フッケンヒバ属 Fokienia）に分類され、2023年現在でも Fokienia hodginsii の学名が充てられていることがある。しかし、分子系統学的研究から、本種はヒノキ属（Chamaecyparis）の中に含まれることが示唆されており、ヒノキ属に分類すること（Chamaecyparis hodginsii）が提唱されている。
学名の種小名である hodginsii は、発見者である A. E. W. Hodgins 船長の名に由来する。